# Color Climax Corporation
Color Climax Corporation er et dansk pornofirma, startet i 1966 af brødrene Jens Theander og Peter Theander.
Firmaet blev verdenskendt for pornobladet Color Climax og for en lang række 8mm-film.
I 1976-81 solgte Color Climax Corporation og søsterselskabet Rodox Trading op til 4.000 film om dagen og var blandt verdens førende producenter af pornoblade og pornofilm (kilde: Ole Lindboe). Eftertiden har fremhævet, at Color Climax blandt andet distribuerede og producerede børneporno. Det var dog på daværende tidspunkt ikke ulovligt.

## Eksterne links
- Color Climax – officiel hjemmeside (ikke for børn og sarte sjæle!)
- Artikel om Theander-brødrene, på Babesline.dk Arkiveret 30. januar 2016 hos  Wayback Machine
- Color Climax Corporation på Internet Movie Database (engelsk)